# 苏菲亚大区
苏菲亚大区是馬達加斯加的23個大区之一，位於該國北部，北臨迪亚纳大区和萨瓦大区，東毗阿纳兰吉鲁富大区，南接阿劳特拉-曼古鲁大区、贝齐布卡大区和布埃尼大区，西鄰莫桑比克海峽，首府是安楚希希，下分7縣，面積52,504平方公里，2004年人口約940,800。
1. ↑   (PDF). Institut National de la Statistique Madagascar.   [May 23, 2020].
2. ↑  . hdi.globaldatalab.org.   [2018-09-13] （英语）.